# J. T. 스미스
J. T. 스미스(J. T. Smith)는 미국의 기타리스트이자 싱어송라이터이다. 그는 하울링 울프(Howling Wolf), "퍼니 파파" 스미스("Funny Papa" Smith), "퍼니 페이퍼" 스미스("Funny Paper" Smith), 하울링 스미스(Howling Smith)로도 알려져 있다. 그의 음악은 블라인드 레몬 제퍼슨과 비교되어왔다. 그의 신원은 널리 알려진 존 T. 스미스(John T. Smith), 연구자인 로버트 맥코믹과 밥 L. 이글, 에릭 S. 르블랑이 지지한 오티스 쿡(Otis Cook) 중 하나다.
그의 가장 큰 성공을 거둔 곡은 ‘Howling Wolf Blues’다. 그보다 늦게 활동한 블루스 음악가 하울링 울프는 그에 대해 들어봤으나 ‘하울링 울프’란 예명을 그에게서 따온 건 아니라고 주장했다.

## 생애
그는 1920년대에 결혼했고 텍사스주와 오클라호마주에서 댄스장, 피크닉, 박람회에서 활동했다. 그는 한동안 오클라호마주에서 산 적이 있으며, 오클라호마주의 작은 마을 윅오프스에서 만난 블루스 음악가 토마스 쇼(Thomas Shaw)와 자주 협연했다. 그는 퍼니 파파 스미스란 이름을 꿰멘 실크해트를 쓰고 다녔는데, 지역 농장의 감독자로 일할 때도 습관적으로 착용했다.
1930년에 뉴욕의 링컨 극장에서 공연했다. 그는 앨저 "텍사스" 알렉산더가 텍사스주와 오클라호마주의 여러 지역에서 특정 계절마다 목화를 따려 들어오는 사람들을 따라갈 때 기타리스트로 자주 합류했다. 알렉산더와 차를 타고 오면 “레코딩 스타”라고 적어놓은 현수막을 걸고 협연하여 돈을 벌었다. 이 외에도 둘은 집에서 열린 파티에서 하룻밤 동안 공연해 5~10달러를 받았다.
그는 알렉산더 외에도 버니스 에드워즈(Bernice Edwards), 리틀 햇 존스(Little Hat Jones)와 활동했다. 그는 텍사스주의 딥 엘럼에서 활동하는 동안 블라인드 레몬 제퍼슨에게 기타 연주에 대해 배웠을 수도 있다. 1930년 9월 18~19일, 시카고에서 신원불명의 피아니스트와 4곡을 녹음했다. 그 뒤 1931년까지 약 26곡을 솔로 및 듀오로 녹음했다. 그는 녹음 당시 오클라호마주에서 살고 있었다. 이 중 약 20곡이 발매되었다. 그의 곡 중 “Howling Wolf Blues”는 그의 녹음물에서 가장 인기있던 곡이었다. “Fool's Blues”에선 그의 신에 대한 회의적인 견해가 담겼다.
그는 1930년 11월부터 1931년 7월 10일까지 여러 번 시카고에 돌아갔다. 그의 일부 레코드는 보컬리온 레코드 측의 실수로 "퍼니 페이퍼" 스미스로 발매됐다. 실제로는 "퍼니 파파"다. 토마스 쇼에 따르면 그는 경연대회에서 "하이 포켓스" 힉스에게 패배했는데, 자기가 돈을 써주던 여성이 힉스를 쳐다보고 있자 분노해서 한 남자아이를 보내서 쇼에게 힉스를 이겨주면 50달러를 주겠다는 의사를 전달했다. 쇼는 상당한 금액을 보고, 스미스의 형제인 척 해서 그를 이긴 뒤 150달러를 스미스에게 주고 자신은 50달러를 쥐었다. 스미스는 다시 그 여자에게 돈을 썼고 자신과 힉스 중 고르라 했는데 그 여자는 힉스를 따라갔다. 그가 힉스에게 돈을 갚을 것을 요구한 뒤 다음 날 일요일, 그는 빈집에서 힉스와 도박을 하던 중 물러서다가 힉스를 펜나이프로 살해했다. 그런데 훗날 짐 윌렛(Jim Willet)은 J. T. 스미스가 복역했다는 기록이 없다고 밝혔다. 살인 사건은 1932년에 일어났을 가능성이 높은 것으로 여겨진다.
1935년 녹음된 음반은 당시 대공황의 여파로 상업적 실패로 끝났다. 그는 1939년에 앨저 "텍사스" 알렉산더와 텍사스주에서 활동했다. 이후의 행방은 알려지지 않았다.
다수의 음악학자들과 블루스 역사학자들은 그의 신원을 1885년에서 1896년 사이에 태어나 1940년 6월 30일에 사망한 존 T. 스미스(John T. Smith)로 추정한다. 그러나 로버트 맥코믹, 밥 L. 이글, 에릭 S. 르블랑은 오티스 쿡을 그의 신원으로 제시했다. 그들은 쿡이 체포를 면하려고 사용한 가명이 '존 스미스'라고 밝혔으며, 맥코믹에 의하면 쿡의 여동생이 스미스의 “Howlin' Wolf” 곡을 들으면서 쿡의 음악과 목소리와 똑같다고 하였다. 쿡은 1909년 혹은 1910년에 텍사스주 베스트롭 카운티의 어스틴 근처에서 태어나 1979년에 베스트롭 카운티에서 사망했다.

## 평가
그는 자주 음정이 엇나갔고 기타 연주에 간단한 코드를 사용했음에도 당시 음반 양쪽을 소모할 만큼 많으면서 독창적인 가사로 높게 평가받았다. 그는 텍사스 블루스의 선구자일 가능성이 있으며, 1920년대 말~1930년대에 텍사스 블루스 기타 연주법을 개발하고 대중화하는데 기여했다.